# Музей истории православия (Йошкар-Ола)
Музей истории православия (Йошкар-Ола) — исторический музей, располагающийся в городе Йошкар-Оле — столице Республики Марий Эл. Первый и на данный момент единственный музей подобного рода в Республике Марий Эл. Является структурным подразделением Национального музея Республики Марий Эл имени Тимофея Евсеева.

## История создания
Музей был торжественно открыт 4 ноября 2016 года, в День народного единства и День Республики Марий Эл. Открытие музея также было приурочено к Дню Казанской иконы Пресвятой Богородицы. Состоялось театрализованное представление, концерт церковного хора. На открытии музея, помимо прочих почётных гостей, присутствовали Глава Республики Марий Эл Л. И. Маркелов и архиепископ Йошкар-Олинский и Марийский Иоанн.
Глава Республики Марий Эл Л. И. Маркелов:
«В этот день мы традиционно дарим городу и республике значимые объекты, и эту хорошую традицию будем продолжать. Сегодня открытие музея истории православия, который долгое время был чаянием Владыки Иоанна и всего православного сообщества Марий Эл».
Архиепископ Йошкар-Олинский и Марийский Иоанн:
«Сегодня для нашего Марийского Края особый день — открыты двери Музея истории православия. Испокон веков православие объединяло все народы. Музей откроет для всех нас те неведомые страницы нашей истории, которые были вычеркнуты из сердец человеческих».
Основу экспозиций музея составили предметы из фондов Национального музея им. Т. Евсеева. Ряд документов и книг представлен Йошкар-Олинской епархией.

## Здание
Располагается на Царьградской площади Йошкар-Олы (набережная реки Малая Кокшага за Троицким храмом). Перед зданием музея расположен памятник создателям славянский азбуки — святым равноапостольным Кириллу и Мефодию. Состоит из одного этажа, в нескольких залах размещаются постоянные экспозиции и временные выставки, имеется конференц-зал.

## Основные экспозиции и выставки
- «Храмы и святыни Республики Марий Эл: история со смыслом» (2016). Отражает этапы становления, развития и современное состояние православной веры на марийской земле[1][3][5].
- «Прикосновение» (2018). Приурочена к 25-летию учреждения Йошкар-Олинской и Марийской епархии[1][3][4].
- «Дорогами веры» (2022). Располагается на внешних стенах музея, обращённых к набережной реки Малая Кокшага[6].

## Деятельность
Деятельность музея разнопланова: здесь открываются тематические выставки, проводятся конференции, музейно-образовательные программы для посетителей разных возрастов и пр. Интересным опытом является проведение конкурсов для детей на православную тематику. Сотрудники музея имеют опыт экспедиционной работы православной направленности.
Значимым проектом стал проект «Дорогами веры», получивший грантовую поддержку Росмолодёжи и включавший в себя проведение экспедиции в Горномарийский район Республики Марий Эл и создание итоговой фотовыставки.
Музей известен как центр паломнического туризма в Республике Марий Эл. В 2018 году здесь было открыто экскурсионное бюро — представительство Экскурсионно-паломнической службы «Елеон» Йошкар-Олинской и Марийской епархии.